# تیپ ۱۲۸ پیاده سنندج

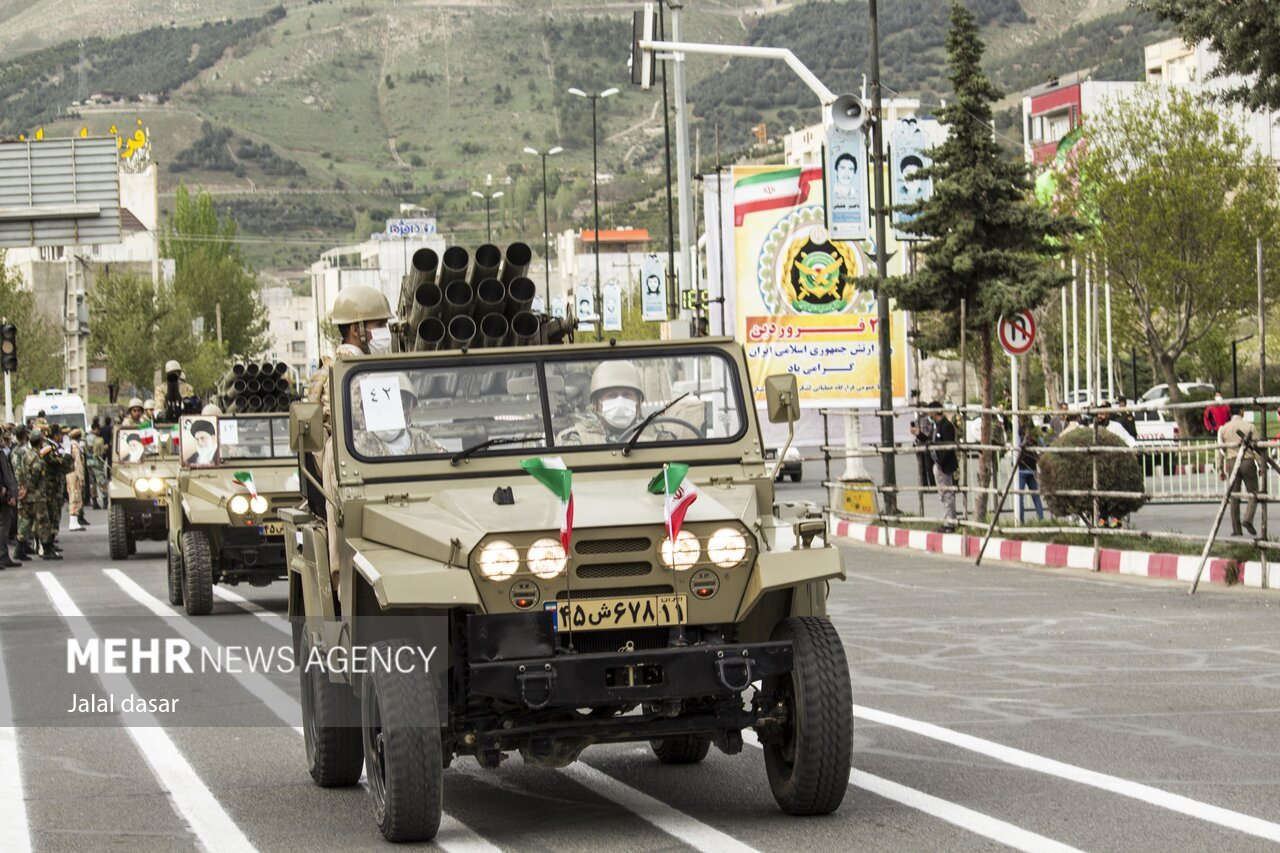
رژه ستون خودرویی تیپ ۱۲۸ سنندج در روز ارتش، سال ۱۴۰۱

تیپ ۱۲۸ پیاده سنندج یا تیپ ۱۲۸ متحرک هجومی از تیپ‌های پیاده‌نظام نیروی زمینی ارتش جمهوری اسلامی ایران و زیرمجموعه لشکر ۲۸ پیاده کردستان است، که پادگان و ستاد فرماندهی آن در شهر سنندج، استان کردستان مستقر می‌باشد. تیپ ۱۲۸ پیاده سنندج در خلال جنگ ایران و عراق، از یگان‌های عمل‌کننده ارتش جمهوری اسلامی ایران و تحت امر لشکر ۲۸ پیاده کردستان بود. هم‌اکنون سرهنگ کیومرث محمدی فرماندهی تیپ ۱۲۸ پیاده سنندج را برعهده دارد.